# Anthony Norris Groves
Anthony Norris Groves (1er février 1795 - 20 mai 1853) est un missionnaire chrétien non confessionnel anglais, qui est appelé le "père des missions de foi". Il lance la première mission protestante auprès des musulmans arabophones, et s'installe à Bagdad, puis plus tard dans le sud de l'Inde. Ses idées influencent un cercle d'amis qui deviennent des dirigeants des Plymouth Brethren, dont John Nelson Darby, John Vesey Parnell, 2e baron Congleton et George Müller, qui a épousé la sœur de Groves, Mary.
Groves souhaite simplifier la tâche des églises et des missions en revenant aux méthodes du Christ et de ses apôtres décrites dans le Nouveau Testament. En tant que missionnaire, son objectif est d'aider les indigènes convertis à former leurs propres églises sans dépendre d'une formation, d'une autorisation ou d'un financement étranger. Il préconise la pratique de la "mission de foi", c'est-à-dire que les missionnaires dépendent de Dieu par la foi et la prière pour subvenir à leurs besoins matériels et non d'une organisation religieuse qui leur verserait un salaire. Ses idées trouvent finalement une large audience dans les cercles évangéliques.

## Biographie
Groves est né à Newton Valence, Hampshire, Angleterre et est le seul fils d'une famille de six personnes. Son père est un homme d'affaires et la famille est anglicane. Dentiste de formation à Londres, il s'installe à Plymouth, à l'âge de 19 ans. Deux ans plus tard, il épouse sa cousine Mary Bethia Thompson et déménagea à Exeter.

### Appel au travail missionnaire
En 1826, tout en poursuivant sa médecine dentaire à Exeter, il s'inscrit comme étudiant externe en théologie au Trinity College de Dublin, en vue d'être ordonné dans l'Église d'Angleterre et nommé à la Church Missionary Society. Son étude du Nouveau Testament l'amène à croire que les pratiques de l'Église primitive devaient être considérées comme un modèle pour chaque époque et chaque culture, ce qui l'amène à envisager de se retirer du Trinity College, du CMS et de la communion anglicane sur le conseil de sa femme. Cependant, il a déjà mis l'argent de côté et estime qu'il serait considéré comme volage s'il abandonnait soudainement sa candidature. Le matin avant son départ pour Dublin, cependant, il est réveillé par un bruit et, après enquête, découvre qu'un cambriolage a eu lieu. Deux paquets d'argent se trouvaient dans ses tiroirs - l'un contenant 40 £ pour le voyage irlandais et l'autre contenant 16 £ pour les impôts : seul le paquet contenant 40 £ a été pris. Groves prend cela comme un signe de Dieu qu'il ne doit pas aller à Dublin et par la suite il abandonne l'idée.
Il rencontre d'autres croyants chrétiens dans des maisons privées pour l'étude de la doctrine des apôtres, et pour la fraternité, la fraction du pain et la prière, comme c'était la coutume de l'église primitive (Actes 2:42), sans exiger la présence d'aucun prêtre ordonné. C'est là qu'il rencontre John Nelson Darby et d'autres qui deviennent plus tard des leaders éminents du mouvement frères de Plymouth. Il devient de plus en plus préoccupé par la dérive des frères de Plymouth vers le sectarisme sous la direction de Darby et s'aligne sur George Müller lorsque les frères se séparent en 1848 pour former les Open Brethren et Exclusive Brethren.

### Missionnaire à Bagdad
En 1829, Groves et sa femme Mary partent pour Bagdad, avec leurs deux jeunes fils, Henry et Frank, et accompagnés de plusieurs amis chrétiens, dont John Kitto. Un deuxième groupe entreprend de les rejoindre l'année suivante, comprenant Francis William Newman et John Vesey Parnell. En mars 1831, Bagdad entre dans une année de misère intense, avec guerre civile, peste, inondations et famine, au cours de laquelle Groves subit la mort de sa femme Mary le 14 mai et d'une petite fille récemment née le 24 août.

### Missionnaire en Inde
À cette époque, une charte révisée accordée à la Compagnie des Indes orientales ouvre la voie à un travail missionnaire chrétien sans restriction en Inde. À l'invitation du colonel Arthur Cotton, en 1833, Groves rend visite à de nombreux missionnaires en Inde et trouve des portes ouvertes pour l'Évangile dans de nombreuses régions du pays. En 1834, il accompagne l'éducateur missionnaire écossais Alexander Duff de Calcutta en Écosse, le soignant lentement pour retrouver la santé. Duff devait probablement sa vie aux attentions de Groves, tout comme Arthur Cotton à une occasion antérieure.
Pendant son séjour en Grande-Bretagne, Groves se remarie avec Harriet Baynes. Le mariage a lieu le 25 avril 1835 à l'église St Mary de Great Malvern. Elle accompagne Groves lors de son retour en Inde en 1836. Groves est accompagné de John Kitto, Edward Cronin et John V Parnel 2e baron Congleton. Rejoint par ses fils et d'autres de Bagdad, il établit une équipe missionnaire à Madras soutenue en grande partie par sa dentisterie, et plus tard une ferme et une mission à Chittoor. Il recrute un certain nombre de missionnaires pour aider les efforts existants dans plusieurs régions de l'Inde et pour lancer de nouvelles entreprises, notamment dans le delta de Godavari et le Tamil Nadu.
Groves préconise l'adoption du Nouveau Testament comme manuel de méthodes missionnaires. En tant que primitiviste parmi les missiologues, il précède Roland Allen (en) de quatre-vingts ans. L'un des disciples indiens de Groves est John Arulappan qui adopte ses principes. En tant qu'évangéliste à plein temps, Arulappan vit "par la foi" et stimule la création d'un réseau de communautés indiennes indigènes  Les idées de Groves sont ensuite reprises en Inde par des descendants d'Arulappan associés à Bakht Singh et, dans un contexte chinois, par Watchman Nee.
Groves continue à prêcher et à enseigner en Inde jusqu'à ce que sa mauvaise santé le force à retourner en Angleterre en 1852. Sa nièce, Lydia Müller, écrit à l'époque « Appuyant sa tête sur sa main, il s'endormit doucement en Jésus, à midi le vendredi 20 mai 1853 »  dans la maison du mari de sa sœur, George Müller. Il est enterré au cimetière Arnos Vale à Bristol.